# Adam de la Halle
Adam de la Halle (Adam från Halle), även kallad le bossu d'Arras (den puckelryggige från Arras), född omkring 1237 i Arras, Frankrike, död 1288 i Neapel, Italien, var en fransk trubadur, poet och musiker.

## Biografi
Adam de la Halle ägnade sig först åt teologi innan han övergav den för att kunna gifta sig. Efter att ha skilt sig från sin hustru ägnade han resten av sitt liv åt kulturen. Han följde sin herre, greve Robert II av Artois, 1283 till Neapel där han senare avled.
För det franska hovet i Neapel skrev han ett flertal vis- och herdespel, bland dem det berömda Le jeu de Robin et Marion (1285), ett folkligt lustspel med melodier i folkton. Stycket har (ej fullt tillfredsställande) givits ut av Coussemaker (Euvres complètes, 1872) med sin en- och tvåstämmiga musik. Denna har senare av andra försetts med pianoackompanjemang och så uppförts på många platser.
Adam anses vara möjligen den förste som ensam skrev genomarbetade sångspel - han kallade dem jeux (spel). Han var en av de första att komponera flerstämmig musik på ett friare sätt än tidigare. Flera av hans verk gavs ut i nyutgåvor under slutet av 1800-talet.
Melodin till kärleksvisan Kom du ljuva hjärtevän, (på tyska känd som Komm, o komm Geselle mein), är ursprungligen komponerad av Adam och ingår i sångspelet Le jeu de Robin et Marion. Texten finns också i Carmina Burana.

## Verk i urval
- Le jeu de Robin et Marion